# Суперменеджер, або Мотика долі
«Суперменеджер, або Мотика долі» (рос. Суперменеджер, или Мотыга судьбы) — художній фільм російського виробництва у жанрі комедії. Зняв Богдан Дробязко у 2011 році за сценарієм Дмитра Симонова. Прем'єра фільму відбулася 19 травня 2011 року.
З 9 грудня 2014 року, після протестів громадськості, фільм заборонили до показу та розповсюдження в Україні через незаконні вчинки та антиукраїнські шовіністичні висловлювання актора фільму Івана Охлобистіна.

## Робочі назви картини
- «Молодший» (рос. Младший)[1];
- «Клан Лисих Пагорбів» (рос. Клан Лысых Холмов)[2].

## Синопсис
Єгор Ромашов, що працює успішним топ-менеджером у великій нафтовій компанії, має молодшого брата Микиту — капітана роти арбалетників гобітів з Клану Лисих Пагорбів, що кохається в пиві, рольових грищах, «ельфійському листі», дівчині Даші й битті байдиків. Одного дня бос Ромашова-старшого наказує йому презентувати фірму своїм бізнес-партнерам — неграм, що в оригінальній російськомовній версії фільму говорять чомусь українською. Не впоравшись з завданням, герой втрачає престижну роботу, вилітаючи з такого звичного та зручного для нього офісу до когорти безробітних, а до всього ще й застає коханку в обіймах іншого. Дати раду в подоланні цих проблем беруться колега з колишньої роботи й молодший брат, у якого поза тим виникають власні проблеми — зникає мотика Великого Торіна… Герої потрапляють у карколомну халепу за участю орків, гномів, ельфів, гобітів, бандитів, олігархів, чужоземних інвесторів та спецслужб.

## Головні ролі
- Юрій Чурсін — Єгор Ромашов, старший брат
- Сергій Медведєв — Микита Ромашов, молодший брат
- Катерина Вилкова — Настя
- Іван Охлобистін — олігарх Генріх Робертович Штерн (Торін)
- Олександр Ільїн — менеджер, друг Єгора Ромашова
- Катерина Астахова — Дашка
- Олександр Пожаров — Джеф Барнс
- Олександр Високовський — начальник служби безпеки Ничипорук
- Ольга Дибцева — Стелла
- Олексій Маклаков — дядя Коля
- Костянтин Милованов — офіцер ФСБ Рамзай

## Знімальна група
- Автор сценарію: Дмитро Симонов
- Режисер: Богдан Дробязко
- Продюсери: Сергій Сельянов
- Оператор-постановник: Антон Дроздов
- Художник-постановник: Едуард Оганесян
- Композитор: Дмитро Перескоков

## Технічні дані
- Виробництво: Кінокомпанія «СТВ»
- Художній фільм, кольоровий
- Звук: Dolby Digital.
- Обмеження за віком: не рекомендується особам до 16 років
- Перший показ в кінотеатрі: 19 травня 2011
- Збори: $404 117

## Заборона до показу
З 9 грудня 2014 року Державне агентство України з питань кіно заборонило до показу та поширення в Україні фільм «Суперменеджер, або Мотика долі» разом із ще 70-ма фільмами та серіалами за участю Івана Охлобистіна. За присудом відомства, заборона пов'язана з антиукраїнськими шовіністичними вчинками Охлобистіна, а також порушенням ним заборони на в'їзд до України. Незадовго до цього заборони вимагали активісти, зокрема учасники кампанії «Бойкот російського кіно».

## Цікаві факти
Фраза «Ми зустрілись у дивний період мого життя», що її промовляє Єгор — цитата з фільму «Бійцівський клуб».